# Ormax
Ormax (Parapholis strigosa) är en växtart i familjen gräs. 